# Cardamine volkmannii
Cardamine volkmannii är en korsblommig växtart som beskrevs av Rodolfo Amando Philippi. Cardamine volkmannii ingår i släktet bräsmor, och familjen korsblommiga växter. Inga underarter finns listade i Catalogue of Life.